# 帕里納科塔省

帕里納科塔省是智利的54個省份之一，位於該國北部，由阿里卡和帕里納科塔大區負責管轄，首府設於普特雷，面積8,146平方公里，2002年人口3,156，人口密度每平方公里0.4人。